# Katherine Hubbell
Katherine M. « Kay » Hubbell (née le 29 avril 1921 et morte le 22 avril 2017) est une joueuse de tennis américaine des années 1950.
Durant sa carrière allant de 1937 à 1968, elle obtient ses meilleurs résultats durant les années 1950. En simple, elle atteint les huitième de finale de l'US National 1953 et 1958. Sa meilleure performance en Grand Chelem est en double dame où elle atteint les demi-finales du tournoi de Wimbledon 1954 avec sa partenaire la bermudienne Heather Segal.

## Carrière
Née le 29 avril 1921, Kay Hubbell grandit d'abord à Dedham dans le Massachusetts avant d’emménager avec sa famille dans le New Hampshire à Chocorua (en) puis à Conway.
Commençant le tennis durant sa jeunesse, elle participe à ses premiers tournois de simple et de double durant ses années universitaires. L'une de ses premières entraîneuses est l'ancienne championne de tennis Hazel Hotchkiss Wightman. Katherine continue ensuite à concourir sur le circuit amateur pendant plusieurs décennies. 
Participant principalement aux tournois du circuit américain, elle voyage à deux reprises au Royaume-Uni en 1954 et 1955 pour participer au tournoi de Wimbledon. Elle participe au simple, au double dame et au double mixte. Kay Hubbell réalise l'exploit d'attendre les demi-finales du tournoi du double dames du tournoi de Wimbledon 1954 avec sa partenaire originaire des Bermudes Heather Segal. Les joueuses s’inclinent face aux futures championnes du tournoi Louise Brough et Margaret Osborne duPont sur le score de 6-1, 6-1. 
Katherine Hubbell reçoit en 1958 de la fédération de tennis des États-Unis le USTA Service Bowl Award qui récompense les joueurs ayant apporté une contribution exceptionnelle à l'esprit sportif, à la camaraderie et au service du tennis. Elle se retire des courts de tennis en 1968, mais continue à s'impliquer dans le sport jusqu'à ses 90 ans. Katherine Hubbell décède à l'âge de 95 ans le 22 avril 2017.

## Parcours en Grand Chelem

### En simple dames
| Année | Championnat d'Australie Open d'Australie | Championnat d'Australie Open d'Australie | Internationaux de France | Internationaux de France | Wimbledon      | Wimbledon     | US National US Open | US National US Open      |
| ----- | ---------------------------------------- | ---------------------------------------- | ------------------------ | ------------------------ | -------------- | ------------- | ------------------- | ------------------------ |
| 1948  | -                                        | -                                        | -                        | -                        | -              | -             | 2e tour (1/16)      | Gussie Moran             |
| 1949  | -                                        | -                                        | -                        | -                        | -              | -             | 1re tour (1/32)     | Ann Gray                 |
| 1950  | -                                        | -                                        | -                        | -                        | -              | -             | 1re tour (1/32)     | Nancy Chaffee            |
| 1951  | -                                        | -                                        | -                        | -                        | -              | -             | 2e tour (1/16)      | Dorothy Knode            |
| 1952  | -                                        | -                                        | -                        | -                        | -              | -             | 2e tour (1/16)      | Nancy Chaffee            |
| 1953  | -                                        | -                                        | -                        | -                        | -              | -             | 3e tour (1/8)       | Doris Hart               |
| 1954  | -                                        | -                                        | -                        | -                        | 2e tour (1/32) | Anne Shilcock | 2e tour (1/16)      | Sachiko Kamo             |
| 1955  | -                                        | -                                        | -                        | -                        | 2e tour (1/32) | Dora Kilian   | 2e tour (1/16)      | Beverly Baker Fleitz     |
| 1956  | -                                        | -                                        | -                        | -                        | -              | -             | 1re tour (1/32)     | Lois Felix               |
| 1957  | -                                        | -                                        | -                        | -                        | -              | -             | 2e tour (1/16)      | Lorna Raymond            |
| 1958  | -                                        | -                                        | -                        | -                        | -              | -             | 3e tour (1/8)       | Jeanne Arth              |
| 1959  | -                                        | -                                        | -                        | -                        | -              | -             | -                   | -                        |
| 1960  | -                                        | -                                        | -                        | -                        | -              | -             | 1re tour (1/32)     | Carol Ann Kalogeropoulos |

À droite du résultat, l’ultime adversaire.